# 帕斯特羅戈爾峰
77°23′38″S 86°01′27″W / 77.39389°S 86.02417°W

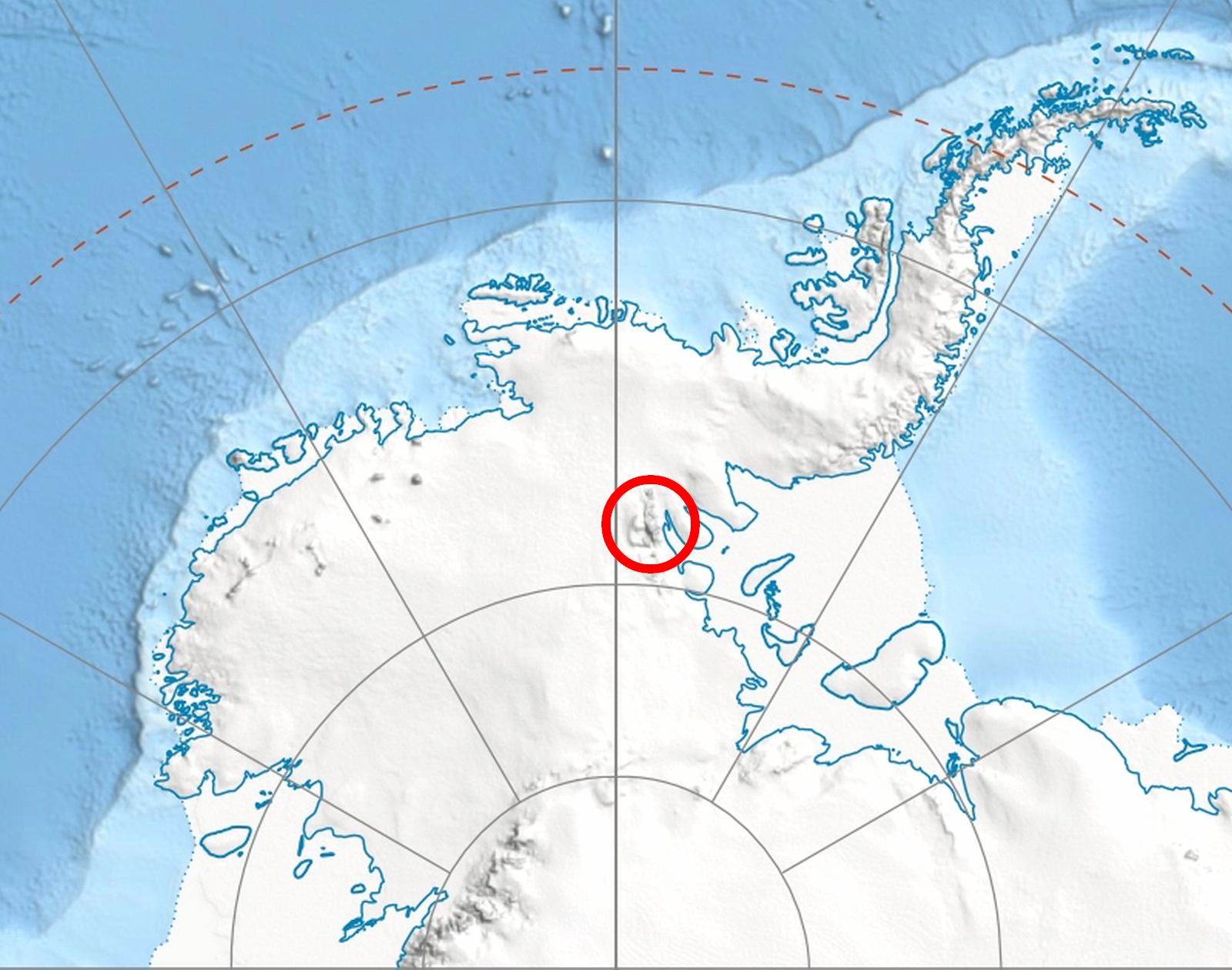

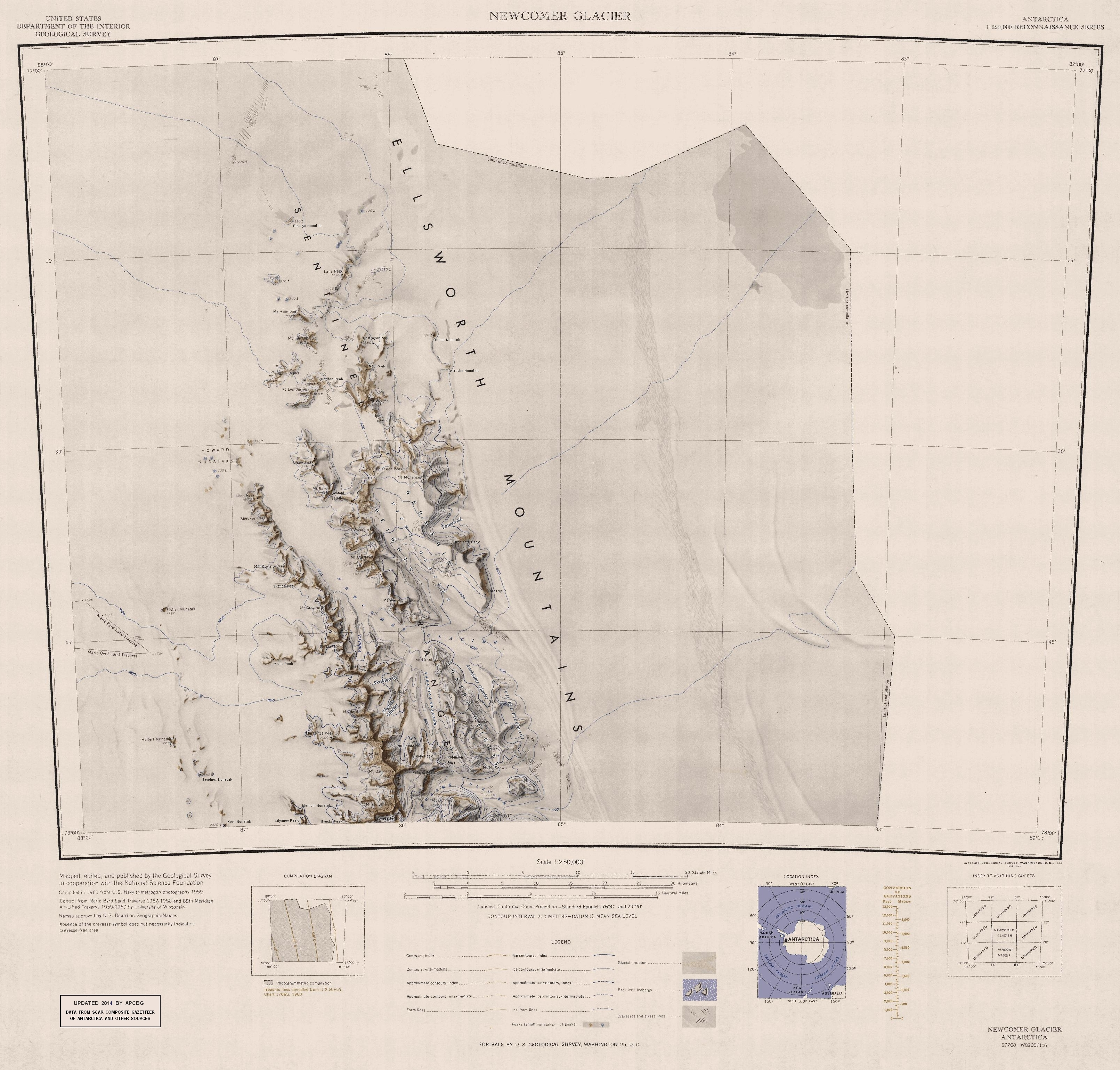

帕斯特羅戈爾峰（Pastrogor Peak），是南極洲的山峰，位於埃爾斯沃思地，處於內爾峰以北4.17公里、利亞沃格山以東7.22公里和蘭茨峰以南10.22公里，海拔高度1,480米，以保加利亞南部城鎮命名，現時由南極條約體系管理。